# Agelena satmila
Agelena satmila là một loài nhện trong họ Agelenidae.
Loài này thuộc chi Agelena. Agelena satmila được Benoy Krishna Tikader miêu tả năm 1970.